# أورس ريشين
أورس ريشين (بالألمانية: Urs Rechn) هو ممثل ألماني، ولد في 18 يناير 1978 في ألمانيا.

## وصلات خارجية
- أورس ريشين على موقع IMDb (الإنجليزية)
- أورس ريشين على موقع ألو سيني (الفرنسية)
- أورس ريشين على موقع أول موفي (الإنجليزية)
- أورس ريشين على موقع قاعدة بيانات الأفلام السويدية (السويدية)
- أورس ريشين على موقع قاعدة بيانات الفيلم (الإنجليزية)
- أورس ريشين على موقع كينوبويسك (الروسية)